# Condado Autônomo de Tashkurgan

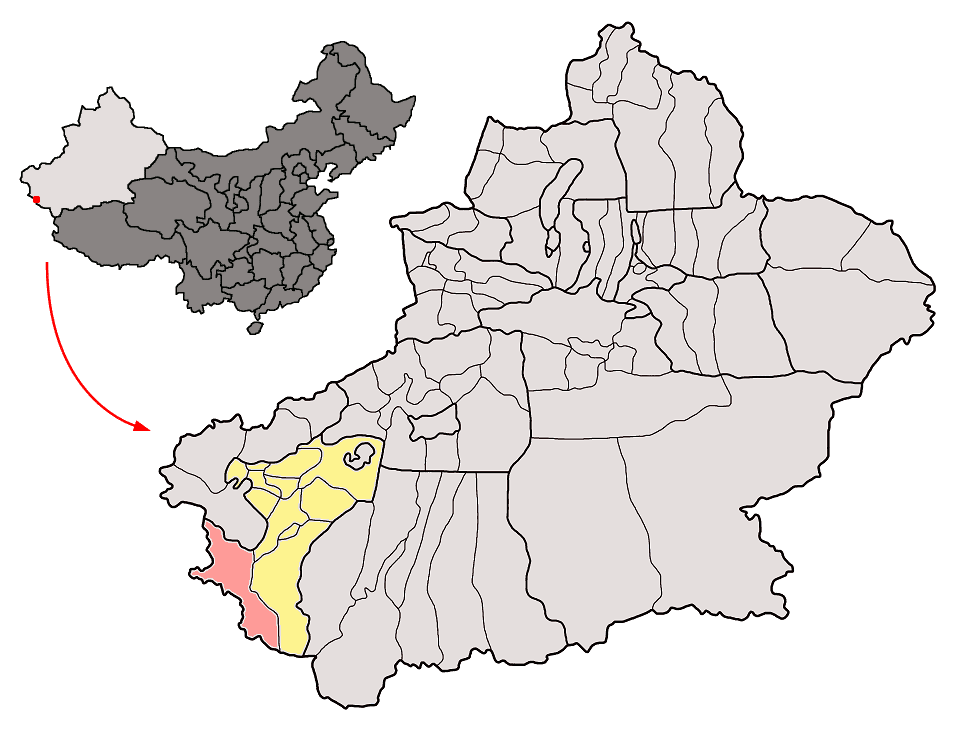
Localização de Tashkurgan na China

Condado Autônomo de Tashkurgan/Taxkorgan Tajik é um condado localizado na Prefeitura de Kashgar na parte ocidental da província de Xinjiang, China.
Durante a dinastia Han, Taxkorgan era conhecido como Puli (chinês: 蒲 犁; pinyin: Puli); durante a dinastia Tang, era um protetorado dos partos; durante a dinastia Yuan era parte do Canato de Chagatai. 